# Pygmaeocereus
Pygmaeocereus är ett litet växtsläkte inom familjen kaktusväxter med tre arter från Peru. De växer ofta på platser som helt saknar regn och växterna är helt beroende av den rikliga säsongsartade dimman.
Det är suckulenta dvärgbuskar med grenade eller ogrenade, klotfomriga stammar, ofta knappt synliga över markytan. Ribbor 8-15 ribbor. Areoler små och taggarna många.
Blommorna är nattöppna och kommer nära toppen. De är brett trattlika. Frukterna är runda eller päronformade.
Släktet är systematiskt svårt att placera, men tycks stå Haageocereus nära.